# Tacurong

Tacurong é um cidade de  quarta classe de renda da cidade (d) na província Sultan Kudarat, nas Filipinas. De acordo com o censo de 1 de maio  de  2020 possui uma população de 109 319 pessoas e 25 261 domicílios.